# 三鷹台站
三鷹台站（日语：／ Mitakadai eki */?）是一個位於東京都三鷹市井之頭一丁目，屬於京王電鐵井之頭線的鐵路車站。車站編號是IN15。此站是東京都多摩地區最東端的鐵路車站。

## 歷史
- 1933年（昭和8年）8月1日 - 開始營運，隸屬於帝都電鐵。
- 1940年（昭和15年）5月1日 - 與小田原急行鐵道合併，成為該公司帝都線的車站。
- 1942年（昭和17年）5月1日 - 小田急電鐵與東京急行電鐵（大東急）合併。
- 1948年（昭和23年）6月1日 - 從東急分離，成立京王帝都電鐵，成為該公司井之頭線的車站。
- 1982年（昭和57年）3月19日 - 向久我山一側移設。

## 車站構造
此車站是擁有跨站式站房的地面車站，配置有2面2線的側式月台。1982年移設前配置有1面2線的島式月台，位於現今車站與井之頭公園站一側的平交道口之間。
車站中央通道設有連接北口以及兩個月台的電梯。站房連接至北口階梯的通道同時也作為人行天橋使用。
洗手間位於1號月台，同時也設有無障礙洗手間。

### 月台配置

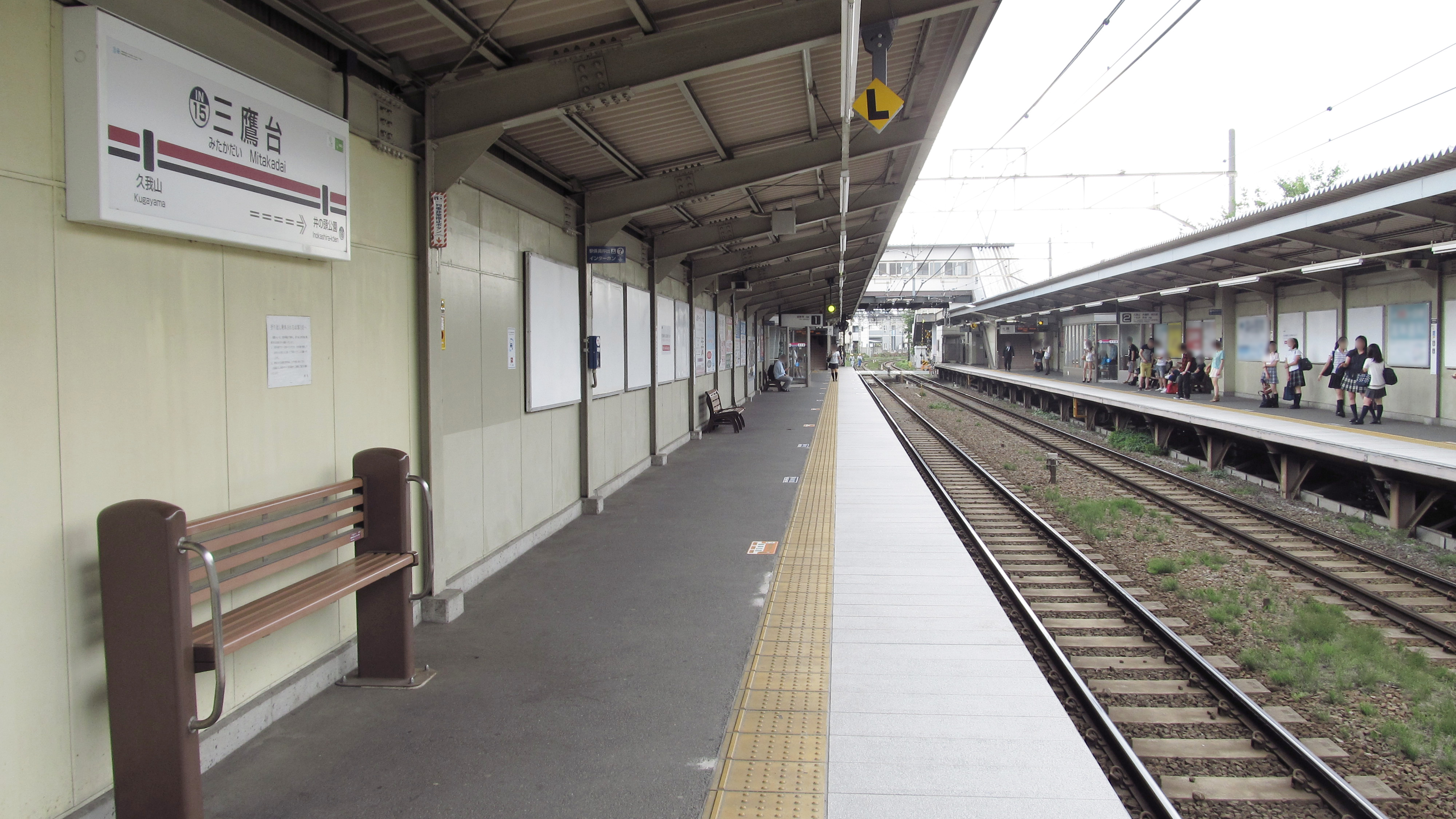
月台（2013年7月）

| 月台 | 路線     | 方向 | 目的地                           |
| ---- | -------- | ---- | -------------------------------- |
| 1    | 井之頭線 | 下行 | 吉祥寺方向                       |
| 2    | 井之頭線 | 上行 | 久我山、明大前、下北澤、澀谷方向 |

## 使用情況
2016年度的1日平均上下車人數為22,908人。上下車乘客人數及乘車人數推移如下所記。
| 年度               | 1日平均 上下車人次 | 1日平均 上車人次 | 來源     |
| ------------------ | ------------------ | ---------------- | -------- |
| 1955年（昭和30年） | 9,227              |                  |          |
| 1960年（昭和35年） | 12,286             |                  |          |
| 1965年（昭和40年） | 17,014             |                  |          |
| 1970年（昭和45年） | 21,074             |                  |          |
| 1975年（昭和50年） | 20,842             |                  |          |
| 1980年（昭和55年） | 17,597             |                  |          |
| 1985年（昭和60年） | 19,282             |                  |          |
| 1990年（平成02年） | 20,478             | 9,970            | [ * 1 ]  |
| 1991年（平成03年） |                    | 10,205           | [ * 2 ]  |
| 1992年（平成04年） |                    | 10,304           | [ * 3 ]  |
| 1993年（平成05年） |                    | 10,677           | [ * 4 ]  |
| 1994年（平成06年） |                    | 10,619           | [ * 5 ]  |
| 1995年（平成07年） | 21,792             | 10,669           | [ * 6 ]  |
| 1996年（平成08年） |                    | 10,562           | [ * 7 ]  |
| 1997年（平成09年） |                    | 10,340           | [ * 8 ]  |
| 1998年（平成10年） |                    | 10,389           | [ * 9 ]  |
| 1999年（平成11年） |                    | 10,404           | [ * 10 ] |
| 2000年（平成12年） | 21,334             | 10,573           | [ * 11 ] |
| 2001年（平成13年） |                    | 10,742           | [ * 12 ] |
| 2002年（平成14年） | 21,758             | 10,926           | [ * 13 ] |
| 2003年（平成15年） | 22,259             | 11,060           | [ * 14 ] |
| 2004年（平成16年） | 22,269             | 11,071           | [ * 15 ] |
| 2005年（平成17年） | 22,165             | 11,011           | [ * 16 ] |
| 2006年（平成18年） | 22,142             | 11,005           | [ * 17 ] |
| 2007年（平成19年） | 22,705             | 11,402           | [ * 18 ] |
| 2008年（平成20年） | 23,018             | 11,570           | [ * 19 ] |
| 2009年（平成21年） | 22,979             | 11,550           | [ * 20 ] |
| 2010年（平成22年） | 22,832             | 11,487           | [ * 21 ] |
| 2011年（平成23年） | 22,574             | 11,347           | [ * 22 ] |
| 2012年（平成24年） | 22,533             | 11,348           | [ * 23 ] |
| 2013年（平成25年） | 22,998             | 11,570           | [ * 24 ] |
| 2014年（平成26年） | 22,597             | 11,353           | [ * 25 ] |
| 2015年（平成27年） | 22,760             |                  |          |
| 2016年（平成28年） | 22,908             |                  |          |

## 車站周邊
商店集中於車站前，距離車站不遠處則是閑靜且廣大的住宅區。
- Odakyu OX（日语：小田急商事）（超級市場）
- 神田川（延著車站北側流往澀谷方向）
- 學校法人立教女學院（日语：学校法人立教女学院）
  - 立教女學院短期大學
  - 立教女學院中學校・高等學校（日语：立教女学院中学校・高等学校）
  - 立教女學院小學校（日语：立教女学院小学校）
  - 聖公會立教女學院禮拝堂
- 聖公會聖瑪格麗特教會
- 法政大學中學高等學校（日语：法政大学中学高等学校）
- 玉成保育專門學校（日语：玉成保育専門学校）
- 三鷹市役所三鷹台市政窗口
- 三鷹台郵便局

## 巴士路線
「三鷹台站」巴士站：設於南口外約步行3分鐘。
- 仙01：三鷹台站 - 三鷹台團地 - 北野公園 - 仙川站（小田急巴士（日语：小田急バス））
- 三鷹城市巴士（日语：みたかシティバス）：三鷹台站 - 杏林大學醫院（日语：杏林大学医学部付属病院）前 - 三鷹市役所前 - 三鷹站（小田急巴士）

「立教女學院」巴士站：北口外的順著上坡步行約10分鐘。
- 荻40：立教女學院 - 西荻窪站 - 八丁 - 荻窪站（關東巴士）
- 西20：立教女學院 - 西荻窪站（關東巴士）
- 西20：青梅街道營業所（日语：関東バス青梅街道営業所）（經西荻窪站 - 善福寺）

## 相鄰車站
京王電鐵
 井之頭線
■急行
通過
■各站停車
久我山（IN14）－三鷹台（IN15）－井之頭公園（IN16）

## 關連項目
- 日本鐵路車站列表

## 外部連結
- 三鷹台 - 京王電鐵